# 갭 (소셜 네트워크)

갭(Gab)은 극우 사용자 기반으로 알려진 미국의 대체 기술 마이크로블로깅 및 소셜 네트워킹 서비스이다. 네오 나치, 인종 차별 주의자, 백인 우월 주의자, 백인 민족 주의자, 반유대주의자, 대안우파, 도널드 트럼프 지지자, 보수 주의자, 우파 자유 주의자 및 QAnon과 같은 음모 이론 신봉자의 안식처로 널리 묘사된 갭은 사용자를 끌어 들였다. 다른 소셜 미디어 플랫폼에서 금지된 그룹 및 주류 소셜 미디어 플랫폼에 대한 대안을 찾는 사용자들도 찾았다. 2016년에 설립되어 2017년 5월에 공개적으로 출범한 갭은 언론의 자유, 개인의 자유, "온라인 정보의 자유로운 흐름" 및 기독교 가치를 증진한다고 주장한다. 연구원과 저널리스트는 이러한 주장을 극단주의 생태계의 난독화로 특징지었다. 반유대주의는 사이트의 콘텐츠에서 두드러지며 회사 자체가 반유대주의 논평에 참여했다. 갭의 CEO 앤드루 토바(Andrew Torba)는 백인 대량 학살 음모 이론을 홍보했다. 갭은 펜실베니아에 기반을 두고 있다.
연구원들은 갭이 "실제 폭력 사건으로 이어지는 급 진화와 반복적으로 연결"되었다고 지적한다. 이 사이트는 2018년 10월 피츠버그 시나고그 총격 사건 이후 광범위한 공개 조사를 받았다. 공격 가해자인 로버트 그레고리 바우어스(Robert Gregory Bowers)는 플랫폼에 극단적인 반유대주의적 게시물을 올린 이력이 있었으며, 그 전에 피해를 입히려는 즉각적인 의도를 나타내는 메시지도 있었다. 촬영. 촬영 후 갭은 호스팅 제공업체에 의해 중단되고 여러 결제 프로세서에서 서비스가 거부되었을 때 잠시 오프라인 상태가 되었다. 2021년에 갭은 1월 6일 미국 국회의사당 공격을 계획하는 데 사용된 플랫폼 중 하나였다. 또한 2021년에 갭은 갭리크스(GabLeaks)라는 데이터 유출로 고통 받았다.
갭의 기능은 트위터의 기능과 유사하다. 갭 사용자는 게시물을 게시하고, 비공개 채팅을 시작하고, 그룹에 가입하고, 라이브 스트리밍하고, 제품을 구매할 수 있다. 회사는 또한 이메일 서비스, 클라우드 서비스, 문자 메시지 서비스, 광고 판매 시스템, 서버 팜, 마켓 플레이스 웹 사이트, 뉴스 집계 웹 사이트, 광고 플랫폼, 화상 회의 플랫폼, 블로그, 비디오 호스팅, 웹 브라우저 및 브라우저 확장을 유지한다. 제3자 웹사이트에 댓글을 남긴다. 2019년 7월 갭은 소프트웨어 인프라를 자유-오픈 소스 소셜 네트워크 플랫폼인 마스토돈 포크로 전환했다. 마스토돈은 항의 성명을 발표하고 갭이 "언론의 자유라는 기치 뒤에 숨어 인종 차별적 콘텐츠를 수익화하고 플랫폼화"하려 한다고 비난했다.